# Skånes Värsjö
Skånes Värsjö er en landsby i Örkelljunga kommune i den nordligste del af Skåne på gænsen til Småland. Der er ca. 100 indbyggere. Selv om det ikke er et sommerhusområde er der en række gamle husmandssteder, som ejes og bruges af danskere. I Skånes Värsjö ligger Skånes Värsjö kapell. Øst for Skånes Värsjö ligger søen Värsjön.
56°20′4.63″N 13°26′9.38″Ø / 56.3346194°N 13.4359389°Ø